# 夏孜盖乡
夏孜盖乡，是中华人民共和国新疆维吾尔自治区塔城地区和布克赛尔蒙古自治县下辖的一个乡镇级行政单位。

## 行政区划
夏孜盖乡下辖以下地区：
夏孜盖村、科克莫敦尼布呼村、布恩布特恩敖包村、查干恩格村、谢仁托热村、托热特村、桑布根拜兴村、巴音托洛盖村、开尔德格村、阿格湾呼勒呼村和哈尔苏哈村。